# Санденс 2012

Офіційний постер кінофестивалю «Санденс» 2012

28-й щорічний кінофестиваль «Санденс» проходив 19-29 січня 2012 року в американських містах Парк-Сіті, Солт-Лейк-Сіті, Оґден і Санденс (штат Юта).
Кінофестиваль відкривали фільми-учасники кожної з чотирьох конкурсних програм: «Привіт, я мушу йти», «Королева Версалю», «Якби ти був тут» та «У пошуках цукрової людини».

## Фільми

### Повнометражні фільми
Для участі у програмах кінофестивалю в 2012 році було вибрано 112 повнометражних фільмів, що представляли 29 країн, та 44 кінематографістів-початківців, 24 з яких презентували свої роботи в конкурсних програмах заходу. Ці фільми було відібрано з 4 042 повнометражних фільмів, з-поміж яких 2 059 — американські й 1 983 — з інших країн світу. 89 фільмів, представлених на фестивалі, були світовими прем'єрами.
Як і минулого року, в 2012 році до програми драматичних фільмів кінофестивалю було відібрано 16 кінострічок. Стільки ж стрічок брало участь у програмі документальних фільмів. Кожен з продемонстрованих конкурсних фільмів був світовою прем'єрою. У світових програмах драматичних і документальних фільмів було 14 і 12 кінострічок відповідно (також прем'єр, однак не всі світові).

### Короткометражні фільми
Програма короткометражних фільмів складалася з 64 учасників, обраних з рекордних 7 675 заявок, що на 16 % більше, ніж було у 2011 році. До участі в програмі американських короткометражок потрапило 32 кінороботи з 4 083 заявників. Міжнародну програму короткого кіно представляло 27 фільмів (із пропонованих 3 592) із 17 країн світу.
Короткометражну програму фестивалю у 2012 році презентувала компанія Yahoo!, котра спеціалізується на Інтернет-службах. У рамках свого спонсорства 27 січня на вебсайті Yahoo! Screen було показано спеціальну добірку короткометражних фільмів з фестивалю, де багатомільйонна аудиторія могла проголосувати за свого фаворита. Режисера-переможця було представлено на закритті кінофестивалю й нагороджено Призом глядацьких симпатій Yahoo!.

## Мандрівні заходи
26 січня, на другий четвер проведення кінофестивалю, дев'ять режисерів здійснили подорожі з Юти, штату, де проводилися основні заходи кінофоруму, в одне з наступних міст США: Енн-Арбор (Мічиган), Бостон (Массачусетс), Бруклін (Нью-Йорк), Чикаго (Іллінойс), Г'юстон (Техас), Нешвілл (Теннессі), Орландо (Флорида), Сан-Франциско (Каліфорнія) і Тусон (Аризона). Їхні поїздки оплатив офіційний авіаспонсор кінофестивалю — авіакомпанія «Southwest Airlines». У кожному з перелічених міст режисер представив на екрані свій фільм і взяв участь у зустрічі з аудиторією, відповідаючи на запитання глядачів.
Ініціатива проведення таких заходів була започаткована у 2010 році.

## Журі
19 чоловік увійшло до складу 5 програмних журі фестивалю та ще 5 стали членами журі, що визначало володаря Призу імені Альфреда П. Слоуна.
| Журі програми американських документальних фільмів - Фентон Бейлі - Гізер Кроулл - Чарлз Ферґюсон - Тіа Лессін - Кім Робертс Журі програми американських драматичних фільмів - Джастін Лін - Ентоні Мекі - Кліфф Мартінес - Лінн Шелтон - Емі Вінсент Журі програми короткометражних фільмів - Майк Джадж - Ді Різ - Шейн Сміт | Журі програми неамериканських документальних фільмів - Нік Фрейзер - Клара Кім - Жан-Марі Тено Журі програми неамериканських драматичних фільмів - Джулія Ормонд - Річард Пенья - Олексій Попоґрєбскій Журі Призу імені Альфреда П. Слоуна - Скотт Бернс - Трейсі Дей - Гелен Фішер - Д-р Роберт Дж. Фулл - Ґвін Лур'є |

Журі програми короткометражок роздавало нагороди на спеціальній церемонії 24 січня 2012 року, решта журі визначало володарів нагород 28 січня, на церемонії закриття кінофестивалю.

## Переможці
Найтитулованішим фільмом 28-го кінофестивалю «Санденс» стала драма «Звірі дикого Півдня», про шестирічну дівчинку, що живе з батьком, сценаристом і режисером якої виступив Бен Цейтлін, для якого це була перша повнометражна художня робота в кіно. Окрім того, продюсери стрічки отримали щойно впроваджений Приз «Індіанський пензель» і грошову винагороду у розмірі 10 тис. $.
Загалом, на церемоніях нагородження було роздано 45 нагород:
- Ґран-прі журі за документальний фільм — «Дім, у якому я мешкаю»
- Ґран-прі журі за драматичний фільм — «Звірі дикого Півдня»
- Приз журі за неамериканський документальний фільм — «Закон у цих краях»
- Приз журі за неамериканський драматичний фільм — «Віолета відправилася на небеса»
- Приз глядацьких симпатій за документальний фільм — «Невидима війна»
- Приз глядацьких симпатій за драматичний фільм — «Сурогат»
- Приз глядацьких симпатій за неамериканський документальний фільм — «У пошуках цукрової людини»
- Приз глядацьких симпатій за неамериканський драматичний фільм — «Долина святих»
- Приз глядацьких симпатій програми «The Best of NEXT <=>» — «Ходи вві сні зі мною»
- Приз за режисуру документального фільму — «Королева Версалю»
- Приз за режисуру драматичного фільму — «Бозна-де»
- Приз за режисуру неамериканського документального фільму — «5 розбитих камер»
- Приз за режисуру неамериканського драматичного фільму — «10 годин до раю»[da]
- Приз за кіносценарій імені Валдо Солта — «Безпеку не гарантовано»
- Приз за кіносценарій неамериканського драматичного фільму — «Молодий і несамовитий»
- Приз за монтаж документального фільму — «Детропія»
- Приз за монтаж неамериканського документального фільму — «Незалежна гра: Кіно»
- Приз за досконалу операторську роботу документального фільму — «У погоні за льодом»
- Приз за досконалу операторську роботу драматичного фільму — «Звірі дикого Півдня»
- Приз за операторську роботу неамериканського документального фільму — «Поцілунок Путіна»
- Приз за операторську роботу неамериканського драматичного фільму — «Мій брат Диявол»
- Спеціальний приз журі за агента змін у документальному фільмі — «Кохай вільно або помри»
- Спеціальний приз журі за дух непокори у документальному фільмі — «Ай Вейвей: Ніколи не вибачайся»
- Спеціальний приз журі за досконалість у незалежному кіновиробництві драматичного фільму- «Розтрощені» і «Ніхто не йде»
- Спеціальний приз журі за акторський ансамбль у драматичному фільмі — «Сурогат»
- Спеціальний приз журі за святкування художнього духу в неамериканському драматичному фільмі — «У пошуках цукрової людини»
- Приз «Індіанський пензель» — Ден Дженві і Джош Пенн за фільм «Звірі дикого Півдня»
- Приз «Hilton Worldwide LightStay Sustainability» за завершений художній фільм — «Острівний президент»
- Приз «Hilton Worldwide LightStay Sustainability» за художній фільм у процесі виробництва — «Сонячні матусі»
- Приз глядацьких симпатій Yahoo! за короткометражний фільм — «Мисливці за дебютантками»
- Приз журі за створення короткометражного фільму — «Риболовля без тенет»
- Приз журі за створення художнього короткометражного фільму — «Чорна куля»
- Приз журі за створення неамериканського художнього короткометражного фільму — «Повернення»
- Приз журі за створення неігрового короткометражного фільму — «Цунамі та вишневий цвіт»
- Приз журі за створення анімаційного короткометражного фільму — «Ранкова прогулянка»
- Спеціальний приз журі за комедійну розповідь — «Рука»
- Спеціальний приз журі за режисуру анімаційного фільму — «Роботи Брікстона»
- Приз за художній фільм імені Альфреда П. Слоуна — «Робот і Френк» і «Долина святих»
- Нагороди Інституту Санденса/Mahindra Global Filmmaking — Етьєн Каллос (ПАР), режисер фільму «Незалежна країна»; Арієль Кляйман (Австралія), режисер фільму «Партизан»; Домінґа Сотомайор (Чилі), режисер фільму «Пізно помирати молодим» і Шоналі Босе (Індія), режисер фільму «Маргарита. З соломинкою»
- Міжнародна режисерська премія Санденса/NHK — Дженс Ассур, режисер фільму «Близько-далеко»